# Cola nagadeboides
Cola nagadeboides är en fjärilsart som beskrevs av Embrik Strand 1919. Cola nagadeboides ingår i släktet Cola och familjen nattflyn. Inga underarter finns listade i Catalogue of Life.